# Lipowo (Kozłowo)
Lipowo (deutsch Lippau) ist ein kleiner Ort in der polnischen Woiwodschaft Ermland-Masuren und gehört zur Gmina Kozłowo (Landgemeinde Groß Koslau, 1938 bis 1945 Großkosel) im Powiat Nidzicki (Kreis Neidenburg).

## Geographische Lage
Lipowo liegt am Ostufer des Flüsschens Skottau (polnisch Szkótówka) im Südwesten der Woiwodschaft Ermland-Masuren, zehn Kilometer westlich der Kreisstadt Nidzica (deutsch Neidenburg).

## Geschichte
1477 wurde der vor 1574 Lippona genannte spätere Gutsort Lippau erstmals erwähnt. Der Gutsbezirk Lippau kommt 1874 zum Amtsbezirk Skottau (polnisch Szkotowo), der – etwa 1932 in „Amtsbezirk Gardienen“ geändert – zum ostpreußischen Kreis Neidenburg gehörte. 1910 wurden in Lippau und dem Vorwerk Unruhsruh (polnisch Goły Bór) 121 Einwohner gezählt.
Am 30. September 1928 wurde der Gutsbezirk Lippau in eine Landgemeinde umgewandelt, gleichzeitig Teile des Nachbar-Gutsbezirks Skottau (= 73,2333 Hektar) in die Landgemeinde Lippau umgegliedert. Am 22. Juli 1929 kamen vier Ansiedlergrundstücke (= 55,5290 Hektar) der Landgemeinde Lippau an den Gutsbezirk Skottau.
Die Einwohnerzahl Lippaus belief sich 1933 auf 179 und 1939 auf 183.
Zusammen mit dem gesamten südlichen Ostpreußen kam Lippau 1945 in Kriegsfolge zu Polen. Der Ort erhielt die polnische Namensform „Lipowo“ und bildet heute mit dem Nachbarort Rogóż (Roggenhausen) ein Schulzenamt (polnisch Sołectwo) innerhalb der Gmina Kozłowo (Landgemeinde Groß Koslau, 1938 bis 1945 Großkosel) im Powiat Nidzicki (Kreis Neidenburg), bis 1998 der Woiwodschaft Olsztyn, seither der Woiwodschaft Ermland-Masuren zugehörig.

## Kirche
Bis 1945 war Lippau in die evangelische Kirche Skottau (polnisch Szkotowo) in der Kirchenprovinz Ostpreußen der Kirche der Altpreußischen Union sowie in die römisch-katholische Kirche Neidenburg im Bistum Ermland eingepfarrt. Heute gehört Lipowo zur evangelischen Heilig-Kreuz-Kirche Nidzica in der Diözese Masuren der Evangelisch-Augsburgischen Kirche in Polen bzw. zur katholischen Kirche Szkotowo im Erzbistum Ermland, die in Lipowo selbst eine Filialgemeinde unterhält.

## Verkehr
Lipowo liegt an einer Nebenstraße, die von Kozłowo (Groß Koslau, 1938 bis 1945 Großkosel) über Sławka Wielka (Groß Schläfken) bis nach Szkotowo (Skottau) verläuft. Eine Anbindung an den Bahnverkehr besteht nicht.